# Májlevél
A májlevél (Adromischus) a kőtörőfű-virágúak (Saxifragales) rendjébe, ezen belül a varjúhájfélék (Crassulaceae) családjába és a korallvirágformák (Kalanchoideae) alcsaládjába tartozó nemzetség.

## Előfordulásuk
A májlevél nevű nemzetség előfordulási területe Afrika déli részére korlátozódik. Ez a növénycsoport, csak Namíbia és a Dél-afrikai Köztársaság területein él természetes körülmények között.

## Rendszerezés
A nemzetségbe az alábbi 29 faj tartozik:
- Adromischus alstonii (Schönland & E.G.Baker) C.A.Sm.
- Adromischus bicolor Hutchison
- Adromischus caryophyllaceus (Burm.f.) Lem.
- Adromischus coleorum G.Will.
- Adromischus cooperi (Baker) A.Berger
- Adromischus cristatus (Haw.) Lem.
- Adromischus diabolicus Toelken
- Adromischus fallax Toelken
- Adromischus filicaulis (Eckl. & Zeyh.) C.A.Sm.
- Adromischus hemisphaericus (L.) Lem. - típusfaj
- Adromischus humilis (Mart.) Poelln.
- Adromischus inamoenus Toelken
- Adromischus leucophyllus Uitewaal
- Adromischus liebenbergii Hutchison
- Adromischus maculatus (Salm-Dyck) Lem.
- Adromischus mammillaris (L.f.) Lem.
- Adromischus marianiae (Marloth) A.Berger
- Adromischus maximus Hutchison
- Adromischus montium-klinghardtii (Dinter) A.Berger
- Adromischus nanus (N.E.Br.) Poelln.
- Adromischus phillipsiae (Marloth) Poelln.
- Adromischus roaneanus Uitewaal
- Adromischus schuldtianus (Poelln.) H.E.Moore
- Adromischus sphenophyllus C.A.Sm.
- Adromischus subdistichus Makin ex Bruyns
- Adromischus subviridis Toelken
- Adromischus triflorus (L.f.) A.Berger
- Adromischus trigynus (Burch.) Poelln.
- Adromischus umbraticola C.A.Sm.